# 王方
王 方（おう ほう、生没年不詳）は、中国後漢時代末期の人物。

## 事跡
| 姓名         | 王方      |
| 時代         | 後漢時代  |
| 生没年       | 〔不詳〕  |
| 字・別号     | 〔不詳〕  |
| 出身地       | 〔不詳〕  |
| 職官         | 〔不詳〕  |
| 爵位・号等   | -         |
| 陣営・所属等 | 董卓→李傕 |
| 家族・一族   | 〔不詳〕  |

董卓配下。『三国志』魏書董卓伝に記述がある。董卓が呂布・王允らに謀殺された後、董卓の残党である李傕・郭汜は賈詡の献策により挙兵した。王方は元董卓軍の部曲仲間の樊稠・李蒙とともに合力し、長安を急襲し占拠した。
以降、王方は史書に見当たらない。

## 物語中の王方
小説『三国志演義』においては、長安城内から李蒙と共に反乱を起こし、王允を滅ぼしたことになっている。後、馬騰・韓遂が長安を襲った際に李蒙と共に迎撃するも、最後は初陣の馬超に討ち取られてしまう。